# الحمدانية (نينوى)
قضاء الحمدانية (بالسريانية : ܪܘ݂ܣܬܩܐ ܕܚܡܕܢܝܐ) أحد اقضية محافظة نينوى شمال العراق يقع جنوب شرق مدينة الموصل ويسكنها غالبية الشبك بالإضافة إلى سريانية و قرى عديدة تسكنها الكاكية واليزيديين.
تعتبر بلدة بغديدا (قره قوش ) سريانية مركز هذا القضاء.

## بلدات تابعة للقضاء
- بخديدا
- طهراوه
- برطلة
- كرمليس
- بعشيقة